# Camille Chafer
Pour les articles homonymes, voir Kam.
Camille Chafer, dit Kam, né le 17 mai 1978  à Villers-Semeuse, dans les Ardennes, en France, est un concepteur de jeux vidéo. Il est également l'un des trois fondateurs de l'entreprise multimédia Ankama et en est le directeur technique.

## Formation
Il a étudié à l'École nouvelle d'ingénieurs en communication.